# Mario López Alfonso
Mario López Alfonso   (l'Havana, 2 de desembre de 1911 - valor desconegut) fou un futbolista cubà de la dècada de 1930.
Fou internacional amb la selecció de Cuba.
Pel que fa a clubs, fou jugador de l'América (1926-1928), Olimpia, Centro Gallego i Juventud Asturiana.
Fou entrenador de Centro Gallego entre 1948 i 1954 i de la selecció de Cuba el 1960.